# Шульц, Говард
Говард Шульц (англ. Howard Schultz, род. 19 июля 1953) — американский бизнесмен, наиболее известный как бывший председатель совета директоров и CEO Starbucks.

## Биография
Родился в Бруклине в еврейской семье. Его отец, бывший военнослужащий Фред Шульц, работал водителем грузовика. В 1975 году Говард стал первым в семье, кто окончил колледж, получив степень Бакалавра Северного Мичиганского Университета.
В 1982 он устроился на работу в компанию Starbucks (Сиэтл), которая в то время продавала только кофейные зерна. Говард Шульц решил воспроизвести атмосферу итальянских эспрессо-баров, создав новую культуру потребления кофе в США. Несмотря на успехи пилотных проектов, Шульц не смог найти взаимопонимания с тогдашним руководством Starbucks в вопросах направления развития компании, в результате чего решил создать собственную компанию. Так в 1985 году появилась Il Giornale (по-русски Иль Джиорнале), при этом сама Starbucks была соинвестором этого предприятия, а Шульц во время открытия новой компании некоторое время занимал старый кабинет в офисе Starbucks.
Через два года руководство Старбакс решило сменить место работы и перейти в Peet’s Coffee & Tea, более соответствующую мировоззрению создателей Starbucks. Старбакс была продана Говарду Шульцу и Il Giornale.
Шульц переименовал Il Giornale в Starbucks и путём агрессивной экспансии расширил сеть кофеен под этой маркой на всей территории Соединённых Штатов. Можно сказать, что именно Starbucks во главе с Шульцем популяризовали в Америке напитки на основе эспрессо: Cafe Latte, Frappucchino, и т. д.
В 1997 году Шульц в соавторстве выпустил знаменитую книгу «Влейте в неё своё сердце: Как чашка за чашкой строилась Starbucks». Она переведена на русский и турецкий языки.
В 2016, журнал Forbes назвал Говарда Шульца 222-м наиболее богатым человеком Соединённых Штатов, а его состояние оценивается в 2.9 миллиарда долларов.
5 июня 2018 года Говард Шульц объявил о том, что  покидает свой пост председателя совета директоров и члена совета директоров в Starbucks 26 июня 2018 года.

## Книги
- Говард Шульц, Дори Джонс Йенг. Влейте в неё своё сердце. Как чашка за чашкой строилась Starbucks = Pour Your Heart into It. How Starbucks Built A Company One Cup at a Time. — Стокгольмская школа экономики в Санкт-Петербурге, 2005. — 288 с. — ISBN 5-315-00033-8.
- Schultz, Howard and Gordon, Joanne (2011). Onward: How Starbucks Fought for Its Life without Losing Its Soul. Rodale.